# بيوتر مالينوفسكي
بيوتر مالينوفسكي (بالبولندية: Piotr Malinowski)‏ هو لاعب كرة قدم بولندي في مركز الهجوم، ولد في 25 مارس 1984 في تشيستوخوفا في بولندا. لعب مع بييلسكو بياوا وغورنيك زابجه.